# Aroa pampoecila
Aroa pampoecila är en fjärilsart som beskrevs av Collenette 1930. Aroa pampoecila ingår i släktet Aroa och familjen tofsspinnare. Inga underarter finns listade i Catalogue of Life.